# 上淡河村
上淡河村（かみおうごむら）は、兵庫県美嚢郡にあった村。現在の神戸市北区淡河町各町の東半にあたる。

## 地理
- 山岳：東鹿見山、西鹿見山、投町山、滝ノ山
- 河川：淡河川

## 歴史
- 1889年（明治22年）4月1日 - 町村制の施行により、行原村・東畑村・北畑村・中山村・野瀬村・神田村・神影村の区域をもって発足。
- 1957年（昭和32年）7月1日 - 淡河村と合併し、改めて淡河村が発足。同日上淡河村廃止。

## 交通

### 道路
現在は旧村域に山陽自動車道の淡河パーキングエリアが所在するが、当時は未開通。